# Mariana Santángelo
Mariana Belén Santángelo Goldman (Buenos Aires, 21 de noviembre de 1975) es una actriz argentina radicada en Los Ángeles desde 2003, conocida por su participación en las películas En la puta vida (2001), El alquimista impaciente (2002) y Miente (2009).